# 美国环球航空 (1966年)
美国环球航空曾是一家美国的航空公司，于 1966年至1972年运营。总部设在密歇根州伊普西兰蒂的Willow Run Airport。